# He Hongshan
He Hongshan (en chino simplificado= 何泓姗, pinyin= Hé Hóngshān) también conocida artísticamente como Viva Ho, es una actriz china.

## Biografía
Se graduó de la Facultad de Humanidades, Ciencia y Tecnología de Chongqing (Chongqing College of Humanities, Science & Technology).

## Carrera
Es miembro de la agencia New Classics Media.
En marzo de 2015 se unió al elenco recurrente de la serie Cruel Romance donde dio vida a Shen Meng, la inocente y amable hija del rico empresario Shen Jinrong (Cao Wan).
En agosto de 2018 se unió al elenco recurrente de la serie Ruyi's Royal Love in the Palace donde interpretó a Bai Ruiji quien después se convierte en la Concubina Mei, una de las primeras mujeres en ser llevada al palacio interior después de la ascensión del Emperador Qianlong que pierde gradualmente la cordura después de la muerte de su hijo hijo.
El 28 de mayo de 2019 se unió al elenco principal de la serie Legend of the Phoenix donde dio vida a Ye Ningzhi, una artista que se convierta en la 
doncella de la Emperatriz Zheng Shujun (Cao Xiwen), hasta el final de la serie el 2 de julio de ese mismo año.

## Filmografía

### Series de televisión
| Año  | Título                                           | Personaje                | Notas        |
| ---- | ------------------------------------------------ | ------------------------ | ------------ |
| TBA  | Zhaoge                                           | -                        |              |
| TBA  | Love Me Fearlessly                               | -                        |              |
| TBA  | Blooming Days (Xifei's Royal Love in the Palace) | Luo Qinglian             | [ 6 ]        |
| TBA  | Demi-Gods and Semi-Devils                        | Ah Zi                    | [ 7 ] [ 8 ]  |
| 2021 | Da Tao Lang Sha: Qi Hang                         | -                        | (invitada)   |
| 2021 | The Sword and The Brocade                        | Qiao Lianfang            |              |
| 2021 | The Dreamlike Seal                               | Baili Xingxuan           | 70 episodios |
| 2020 | My Best Friend's Story                           | Yuan Yuan                |              |
| 2019 | Legend of the Phoenix                            | Ye Ningzhi               | 41 episodios |
| 2018 | Ruyi's Royal Love in the Palace                  | Bai Ruiji, Concubina Mei | 33 episodios |
| 2018 | The Evolution of Our Love                        | Xing Qingqing            |              |
| 2017 | The Avengers                                     | Tang Hancai              |              |
| 2017 | Above The Clouds                                 | Shen Yan                 |              |
| 2016 | Sisters                                          | Song Yunong              |              |
| 2016 | Demon Girl Season 1                              | Pian Pian                |              |
| 2015 | Married But Available                            | Ying Zi                  |              |
| 2015 | Cruel Romance                                    | Shen Meng                |              |
| 2014 | Under One Roof                                   | Song Xiaomei             |              |
| 2014 | The Third Name of Love                           | Zou Yue                  |              |
| 2014 | Back in Time                                     | Fang Hui                 | 16 episodios |
| 2013 | Dear Baby                                        | Li Nuannuan              |              |
| 2012 | 零度较量                                         | Yang Dan                 |              |
| 2012 | Foggy City                                       | Zheng Xiaohong           |              |
| 2011 | Goddess of Mercy                                 | Wang Qian                |              |
| 2011 | 美丽错儿                                         | Lan Yinmeng              |              |
| 2011 | Xinhai Revolution                                | Ye Zhen                  |              |
| 2010 | The Doctors                                      | Reportera                |              |
| 2009 | What a Big Tree                                  | Xiao Mei                 |              |

### Películas
| Año  | Título                           | Personaje           | Notas       |
| ---- | -------------------------------- | ------------------- | ----------- |
| 2018 | Kill Mobile                      | Wang Litong         |             |
| 2018 | Chongqing At Four In The Morning | -                   |             |
| 2017 | The Liquidator                   | Qi Yuan             |             |
| 2016 | Easy Life                        | Xi Le               |             |
| 2013 | A Big Deal                       | -                   |             |
| 2013 | 吃吧                             | -                   |             |
| 2013 | 墨色青春                         | Ding Xiang          |             |
| 2013 | 野草莓                           | -                   |             |
| 2012 | I Phone You                      | Xiao Li             |             |
| 2012 | Decrepit Dream                   | Meng Xiaolu (joven) |             |
| 2011 | 盲                               | -                   | (microcine) |
| 2010 | Chongqing Blues                  | Shan Shan           |             |
| 2008 | Ah Qiang in the Street           | Wan Meimao          |             |

### Programas de variedades
| Año  | Título                                          | Notas                           |
| ---- | ----------------------------------------------- | ------------------------------- |
| 2021 | Keep Running: Season 9                          | (ep. #4) - invitada             |
| 2021 | Wow! Mom (妈妈，你真好看)                       | miembro                         |
| 2020 | Super Nova Games: Season 3                      | miembro' - Equipo "Acting/Pink" |
| 2020 | Top Funny Comedian: Season 6 (欢乐喜剧人第六季) | (ep. #6) - invitada             |
| 2020 | The Great Wall (了不起的长城)                   | (ep. #2) - invitada             |
| 2019 | Speed Travel                                    | invitada                        |
| 2018 | I am the Actor (我就是演员)                     | (ep. #4) - invitada             |
| 2018 | Lipstick Prince                                 | (ep. #10) - invitada            |
| 2018 | 恕我直言                                        |                                 |
| 2018 | 诗意中国                                        |                                 |
| 2018 | The Coming One 2 (明日之子第二季)               |                                 |
| 2015 | Run for Time (全员加速中)                       | (ep. #3) - invitada             |

### Revistas / sesiones fotográficas
| Año  | Título                   | Notas                       |
| ---- | ------------------------ | --------------------------- |
| 2019 | Stylish Time             | [ 10 ]                      |
| 2020 | Super Magazine           |                             |
| 2019 | Mars Magazine            | (vol. #45)                  |
| 2019 | Sense Magazine           | (publicación de julio)      |
| 2019 | Rayli Her Style Magazine | (publicación de febrero)    |
| 2019 | Hongman Magazine         |                             |
| 2018 | Elle Shop                | (publicación de septiembre) |
| 2018 | InStyle Magazine         | (vol. #518)                 |

## Premios y nominaciones
| Año  | Categoría                  | Premio                                                    | Trabajo                         | Resultado |
| ---- | -------------------------- | --------------------------------------------------------- | ------------------------------- | --------- |
| 2019 | Best Actress               | Golden Bud - The 4th Network Film And Television Festival | Legend of the Phoenix           | Nominada  |
| 2019 | Most Promising Newcomer    | Golden Bud - The 3rd Network Film And Television Festival | Ruyi's Royal Love in the Palace | Ganó      |
| 2019 | Newcomer Award             | 4th China Quality Television Drama Ceremony               | -                               | Ganó      |
| 2018 | Breakthrough Actress Award | 12th Tencent Video Star Award                             | Ruyi's Royal Love in the Palace | Ganó      |